# Bertil Lindblad
Pour les articles homonymes, voir Lindblad.
Bertil Lindblad (Örebro 26 novembre 1895 - Saltsjöbaden (près de Stockholm) 25 juin 1965) est un astronome suédois.

## Biographie
À la fin de ses études secondaires à Örebro högre allmänna läroverk, Lindblad entre à l'université d'Uppsala en 1914. Il reçoit son filosofie magister en 1917, son filosofie licentiat en 1918 et complète son doctorat en 1920. À partir de 1927 il est professeur d'astronomie à l'académie royale des sciences de Suède et directeur de l'observatoire de Stockholm. Il est responsable du déplacement de cet observatoire du vieux bâtiment dans le centre de Stockholm à son nouvel emplacement à Saltsjöbaden qui est ouvert en 1931.
Lindblad étudie la rotation des galaxies. Par des observations minutieuses du déplacement apparent des étoiles, il détermine que la vitesse angulaire des étoiles décroît avec leur distance au centre. Jan Oort confirme ces observations en 1927
Son fils Per-Olof Lindblad est aussi astronome.

## Distinctions et récompenses
- Médaille d'or de la Royal Astronomical Society en 1948
- médaille Bruce en 1954

Sont nommés en son honneur :
- le cratère lunaire Lindblad
- l'astéroïde (1448) Lindbladia